# Arenas (Panama)
Arenas è un comune (corregimiento) della Repubblica di Panama situato nel distretto di Mariato, provincia di Veraguas. Si estende su una superficie di 232,3 km² e conta una popolazione di 663 abitanti (censimento 2010).